# Зигмунт Чижевський
Зигмунт Ян Чижевський (пол. Zygmunt Jan Czyżewski; нар. 4 жовтня 1910, Лемберг, Австро-Угорщина — пом. 17 січня 1998, Вроцлав, Польща) — польський хокеїст та футболіст, по завершенні кар'єри — футбольний тренер.

## Кар'єра хокеїста
Виступав на позиції нападника. Вихованець клубу «Чарні» (Львів), у футболці яких 1935 року виграв чемпіонат Польщі, а 1934 року став віце-чемпіоном країни. Загалом провів у команді 12 сезонів, але через початок війни львівський клуб було розформовано. У міжвоєнні роки грав за радянський клуб «Динамо» (Львів). По завершенні Другої світової війни оселився в Лодзі, де грав за ЛКС. У команді провів 5 сезонів, за цей час ставав срібним та бронзовим призером чемпіонату Польщі. У 1948 році залишив Лодзь і поїхав до Бидгоща, щоб приєднатися до лав місцевого «Партизанту». Зіграв сім разів за збірну Польщі та двічі брав участь у чемпіонатах світу — у 1939 та 1947 роках.

## Кар'єру збірної
Футбольну кар'єру розпочав у клубі «Чарні» (Львів). У футболці львівського клубу в період з 1929 по 1933 рік зіграв 59 матчів у Першій лізі Польщі. У роки Другої світової війни виступав на аматорському рівні за радянський клуб «Динамо» (Львів). Після вигнання поляків із Львова, разом з багатьма львів'янами польського походження переїхав до Гданська, і грав за новостворену футбольну команду, яка отримала назву «Балтія» (Гданськ). У «Лехії» виконував функції граючого головного тренера, зіграв 4 матчі та відзначився 2-ма голами, привів команду до перемоги в чемпіонаті та вивів її до другого дивізіону польської першості. Після гданського колективу приєднався до ЛКС (Лодзь), де провів три сезони По завершенні кар'єри гравця розпочав тренерську діяльність, зокрема очолював щецинські клуби «Арконія» та «Погонь», а також «Пафаваг» (Вроцлав), «Шленза» (Вроцлав) та «Шльонськ» (Вроцлав).

## Досягнення

### Хокей
«Чарні» (Львів)
- Екстраліга
  -  Чемпіон (1): 1935
  -  Срібний призер (1): 1934

ЛКС (Лодзь)
- Екстраліга
  -  Срібний призер (1): 1946
  -  Бронзовий призер (1): 1947